# Александрова, Ксения Николаевна
Ксения Николаевна Александрова (узб. Kseniya Nikolaevna Aleksandrova; род. 8 сентября 2000 года, Самарканд, Самаркандская область, Узбекистан) — узбекистанская спортсменка по художественной гимнастике, мастер спорта Узбекистана международного класса, член сборной Узбекистана. В 2021 году стала чемпионкой Азии по художественной гимнастике в групповых упражнениях в многоборье, с мячами, с обручами и булавами. Участница Летних Олимпийских игр 2020.

## Карьера
Ксения начала заниматься художественной гимнастикой в 2008 году в Самарканде под руководством тренера Валерии Грудняк.
В 2017 году на Чемпионате Азии по художественной гимнастике в Астане (Казахстан) в командных упражнениях с пятью мячами завоевала серебряную медаль.
В 2019 году на Чемпионате Азии по художественной гимнастике в Паттайи (Таиланд) Ксения в составе команды Узбекистана завоевала две золотые медали в упражнении с пятью мячами и обручами с булавами, а в многоборье серебряную медаль. На этапе Кубка мира по художественной гимнастике в Ташкенте в командном многоборье завоевала серебряную медаль.
В 2021 году на Чемпионате Азии по художественной гимнастике в Ташкенте в групповых упражнениях завоевала в составе сборной три золотые медали в многоборье (результат 83,950), с мячами (результат 44,100), с обручем и булавой (результат 41,700). Победа на Чемпионате Азии по художественной гимнастике сборной Узбекистана под руководством российского тренера Екатерины Пирожковой дала возможность участвовать сборной Узбекистана на Летних Олимпийских играх в Токио (Япония). В этом же году на этапе Кубка мира по художественной гимнастике в Ташкенте в групповых упражнения завоевала в составе сборной в многоборье и с мячами золотые медали, а с обручами и булавами серебряную медаль. На Гран-при Москвы в групповых упражнениях завоевала бронзовые медали в многоборье и с пятью мячами.